# Barybas nana
Barybas nana är en skalbaggsart som beskrevs av Blanchard 1850. Barybas nana ingår i släktet Barybas och familjen Melolonthidae. Inga underarter finns listade.